# Nowa Audiofonologia
Nowa Audiofonologia – specjalistyczny kwartalnik wydawany przez Instytut Narządów Zmysłów. Czasopismo poświęcone jest aktualnym naukowym i praktycznym zagadnieniom z zakresu otolaryngologii, audiologii, foniatrii, inżynierii biomedycznej, logopedii, surdologopedii, językoznawstwa, psychologii, surdopedagogiki, pedagogiki oraz rehabilitacji.
Czasopismo skierowane jest do lekarzy, terapeutów, logopedów, pielęgniarek, jak również studentów kierunków medycznych.
Redaktorem naczelnym czasopisma „Nowa Audiofonologia”  jest prof. Henryk Skarżyński. Sekretarzem generalnym jest dr n. hum. J. Kobosko. Funkcję zastępcy sekretarza generalnego pełni dr hab. Piotr Henryk Skarżyński.
W skład Rady Naukowej wchodzą samodzielni pracownicy naukowi z tytułem profesora lub doktora z różnych ośrodków medycznych z całej Polski.
Artykuły ukazują się w języku polskim. Drukowane są także abstrakty w języku angielskim.
Działy
- prace przeglądowe
- prace oryginalne
- doniesienia z praktyki klinicznej i edukacyjnej
- studia przypadków i badania kliniczne
- sprawozdania z ważnych wydarzeń naukowych
- recenzje publikacji o zasięgu krajowym i międzynarodowym.

Indeksacja:
- Index Copernicus

Współczynniki cytowań:
- Index Copernicus (2015): 57,76[1]

Na liście czasopism punktowanych przez polskie Ministerstwo Nauki znajduje się w części B z liczbą 3 punktów.